# 1667 у літературі
Стаття є списком літературних подій та публікацій у 1667 році.

## П'єси
- «Таємне кохання, або Королева-діва» (англ. «Secret Love, or The Maiden Queen») — трагікомедія Джона Драйдена.
- «Андромаха» — трагедія Жана Расіна.

## Поезія
- «Втрачений рай» — епічна поема Джона Мільтона.

## Народились
- 30 листопада — Джонатан Свіфт, ірландський письменник, сатирик (помер у 1745).

## Померли
- 14 травня — Жорж де Скюдері, французький поет, представник преціозної літератури (народився в 1601).
- 28 липня — Абрахам Кавлі, англійський поет (народився в 1618).